# HLSW
HLSW (kurz für Half-Life Server Watch) war eine Serversuchmaschine (Server Browser) und -administrationssoftware. Es unterstützte eine Vielzahl von Onlinespielen und bot mit unterschiedlichen Funktionen eine Vielzahl von Anwendungsmöglichkeiten. 

## Funktionen
HLSW war außerdem ein Echtzeit-Statistiktool. Das bedeutet, dass die Informationen über das Spielgeschehen kontinuierlich abgefragt werden und so die Aktualität der Informationen sichergestellt ist. HLSW wurde ursprünglich nur dafür entwickelt, die Daten eines Servers einmal pro Sekunde abzufragen. So waren etwa Live-Übertragungen in einen Internet Relay Chat möglich.
Ferner bot HLSW auch viele Möglichkeiten, selbst Hand am Programm anzulegen. Es ist sogar möglich, über Konfigurationsdateien ganze Spiele zu den bereits unterstützten hinzuzufügen. Die Software wurde von der Spieler-Community mitentwickelt und ist somit eng am Bedarf der Spieler orientiert.
Besonders an HLSW war die individuelle Serverlistensystem, das den Benutzer Lieblingslisten zusammenstellen und verwalten lässt. Diese Listen kann der Benutzer durch manuelle Eintragungen von Servern selbst zusammenstellen oder sich Server nach bestimmten Kriterien aus dem Internet suchen lassen.

## Entwicklungsgeschichte
Im Dezember 2000 begann Timo Stripf mit der Entwicklung von HLSW. Damaliges Ziel war die Entwicklung einer Software, die die Spielinformation eines Half-Life-Servers nicht nur einmalig – wie die meisten zu der Zeit gängigen Programme –, sondern kontinuierlich abfragen konnte. Damit war es möglich, Half-Life Spiele besser zu verfolgen.
Eine Plug-in SDK ermöglichte es weitere Dienste anzubinden.

## Unterstützte Spiele
- Counter-Strike: Source und Half-Life 2[5]
- Day of Defeat: Source[6]
- Jedi Knight 2, Soldier of Fortune 2, Medal of Honor: Allied Assault, Command & Conquer: Renegade[7]